# Wilbur Chocolate
La Wilbur Chocolate Company è un marchio della Cargill Cocoa & Chocolate, fondata nel 1865 a Filadelfia, oggi ha sede a Litilz.

## Storia
La Wilbur Chocolate Company nasce nel 1865 a Filadelfia. Inizialmente l’azienda viene denominata Wilbur & Sons, dall’idea di H.O. Wilbur e di Samuel Croft di unire le proprie attività. H.O. Wilbur gestiva un negozio di ferramenta mentre Samuel Croft era già avviato nel settore dolciario.
I primi prodotti consistevano in caramelle dure e caramelle alla melassa. La prima sede produttiva era munita: di un bollitore alimentato a carbone, di una lastra di marmo e di alcuni secchi.
Nel 1884 i soci decidono di dividere l’azienda, Wilbur avrebbe gestito le attività di produzione del cioccolato e Croft le attività di produzione delle caramelle.
Nel 1905, subentra Lawrence H. Wilbur, diretto parente di H.O Wilbur. Studiò in Germania le tecniche produttive del cioccolato, inventando una macchina atta a realizzare gli avvolgimenti di uno dei prodotti di punta dell'azienda.
Nel 1928 la Suchard Societe Anonyme acquisisce l’azienda, il nome della società cambiò in Wilbur-Suchard Chocolate.
Nel 1930 la produzione viene spostata da Filadelfia a Litilz.
Nel 1958 cambia denominazione in Wilbur Chocolate Company.
L’ultimo passaggio di proprietà avviene nel 1992 con l’arrivo della Cargill Cocoa & Chocolate che ne detiene tutt’oggi i diritti.
Nel 2016 la Cargill Cocoa & Chocolate chiude la fabbrica di cioccolata per trasformarla, nel 2018, in condomini.